# Марек Твардовський
Марек Твардовський (пол. Marek Twardowski, нар. 6 жовтня 1979 у Білостоці) — польський каноїст. Він виграв п'ятнадцять медалей (2 золотих, 9 срібних і 4 бронзових) на чемпіонаті світу у дисципліні спринт.
Твардовський також змагався у трьох Літніх Олімпійських іграх, де побив свій рекорд у дисципліні К-2 500 м в Афінах у 2004 році.
Його прізвисько — твердий (Twardy), зріст 182 см і важить 85 кг. Твардовський є членом клубу Спарта Августув, де його тренує Анджей Шемьон.
9 липня 2008 року він був призначений польським прапороносцем на літніх Олімпійських іграх 2008 у Пекіні.